# Парламентские выборы в Венесуэле (2005)
Парламентские выборы 2005 года в Венесуэле — состоялись 4 декабря 2005 года. В один день избиратели Венесуэлы избирали 167 депутатов Национальной ассамблеи Венесуэлы, 12 депутатов Латиноамериканского парламента и 5 депутатов парламента Андского сообщества. Ожидалось, что сторонники Чавеса получат не менее двух третей в парламенте; бойкот выборов со стороны ведущих оппозиционных партий привёл к тому, что оппозиция оказалась не представлена в парламенте.
Своих представителей для наблюдения за выборами направили Организация американских государств (ОАГ) и Европейский союз (ЕС). Выборы прошли в основном без инцидентов, хотя три небольшие бомбы были взорваны в Каракасе, ранив одного полицейского.

## Избирательная кампания
Главным событием избирательной кампании стали претензии к процедуре голосования. За несколько недель до выборов был проведён аудит избирательного процесса с участием международных наблюдателей и ряда политических партий. В ходе аудита представители оппозиции высказали опасения по поводу использования цифровых сканеров отпечатков пальцев. По их мнению, одновременное использование машин для голосования и сканеров позволит властям сопоставить данные, полученные от этих устройств, и тем самым установить, как голосовали избиратели.
При посредничестве ОАГ конфликт, казалось, удалось разрешить, 28 ноября Национальный избирательный совет (исп. Consejo Nacional Electoral, CNE) объявил, что не будет использовать спорные машины. Несмотря на это, 29 ноября пять ведущих оппозиционных партий Венесуэлы, Демократическое действие, КОПЕЙ, «Проект Венесуэла», «За справедливость», и «Новое время», отказались участвовать в выборах. Их руководство объяснило свой отказ неуверенностью в честности Национального избирательного совета и отсутствием гарантий для тайного голосования.
Демарш оппозиции оказался неожиданным и для должностных лиц, и для международных наблюдателей, которые остались недовольны тем что оппозиция отказалась от участия в выборах. В частности, наблюдатели от ЕС назвали решение CNE не использовать сканеры отпечатки пальцев устройств своевременным, эффективным и конструктивным решением, выразив удивление тем, что оппозиция всего за четыре дня до выборов решила их бойкотировать. ОАГ также раскритиковала бойкотирующих, заявив, что демократия требует от оппозиции стремиться участвовать в избирательном процессе.
И ЕС, и ОАГ отметили недоверие к Национальному избирательному совету части значительной части населения. Представители ОАГ отметили, что CNE хватает прозрачности и беспристрастности, рекомендовав широкое обсуждение различных аспектов избирательного процесса, чтобы повысить доверие к системе. Уже после выборов, в феврале 2006 года Чавес обвинил ОАГ в стигматизации результатов выборов и назвал нечестным доклад, в котором выражалась озабоченность недоверием со стороны венесуэльцев к избирательным органам.
Со своей стороны, правительство во главе с Уго Чавесом подвергло резкой критике оппонентов и возложило ответственность в первую очередь на США, которые приказали оппозиции не идти на выборы, чтобы дестабилизировать страну через «избирательный переворот». В частности, вице-президент Венесуэлы Хосе Висенте Ранхель заявил, что оппозиция бойкотирует выборы, так как понимает, что её ожидает фиаско, и обвинил в произошедшем Государственный департамент США. Обозреватель The New York Times отметил, что оппозиция апеллирует к международной поддержки и намерена дискредитировать правительства Венесуэлы, которое имеет высокий рейтинг одобрения. Хосе Мигель Виванко из Хьюман Райтс Вотч высказал мнение, что оппозиция надеется представить себя в качестве жертв режима и получить поддержку со стороны международного сообщества.
Вечером 3 декабря, после того как истёк крайний срок для отзыва кандидатов, CNE объявил, что партии, объявивших о бойкоте выборов, официально отозвали не всех своих кандидатов. Из 5516 поданных заявок на участие в выборах отозвано было 558, только 10,08 % кандидатов. Большинство оппозиционных партий не участвовали в выборах, но Движение к социализму, партия «Красный флаг» и Демократическая левая приняли участие в выборах, но не выиграли ни одного мандата.

## Кандидаты
В выборах приняли участие 4958 кандидатов по 40 спискам, считая те партии, которые решили бойкотировать голосование, но отозвали не всех своих кандидатов.

## Результаты
Явка на выборы оказалась лишь чуть выше 25 %, что было беспрецедентным результатом за всю историю парламентских выборов в Венесуэле. Как и ожидалось, партия Уго Чавеса Движение за Пятую республику завоевала в Национальной ассамблее 116 мест из 167 (69,46 % всех мест), все остальные места были выиграны союзными партиями и силами. Кроме того, список Движения за Пятую республику получил 89 % голосов на выборах в Латиноамериканский и Андский парламенты.
| Партия                                                  | Оригинальное название                                                       | Голоса     | %     | Места | +/-        |
| ------------------------------------------------------- | --------------------------------------------------------------------------- | ---------- | ----- | ----- | ---------- |
| Движение за Пятую республику                            | исп. Movimiento V [Quinta] República, MVR                                   | 2 041 293  | 60,06 | 116   | ▲24        |
| «За социал-демократию»                                  | исп. Por la Democracia Social, PoDemoS                                      | 277 482    | 8,17  | 18    | Первый раз |
| «Отечество для всех»                                    | исп. Patria Para Todos, PPT                                                 | 197 459    | 5,81  | 10    | ▲9         |
| Коммунистическая партия Венесуэлы                       | исп. Partido Comunista de Venezuela, PCV                                    | 94 606     | 3,78  | 7     | ▲7         |
| LAGO                                                    | исп. LAGO                                                                   | 61 789     | 1,82  | 2     | Первый раз |
| Венесуэльское народное единство                         | исп. Unidad Popular Venezolana, UPV                                         | 46 893     | 1,38  | 1     | Первый раз |
| «Тупамаро»                                              | исп. Movimiento Revolucionario Tupamaro, MRT                                | 42 893     | 1,26  | 0     | ▬          |
| Народное избирательное движение                         | исп. Movimiento Electoral del Pueblo, MEP                                   | 38 690     | 1,14  | 1     | ▲1         |
| Независимые за национальное сообщество                  | исп. Independientes por la Comunidad Nacional, ICN                          | 30 041     | 0,88  | 0     | ▬          |
| Независимое движение «Выиграем все»                     | исп. Movimiento Independiente Ganamos Todos, MIGATO                         | 25 710     | 0,76  | 1     | ▬          |
| Движение революционный бастион 200 4-я фаза             | исп. Movimiento Bastión Revolucionario 200 4-Fases, Mobare 200 4-F          | 22 995     | 0,68  | 0     | Первый раз |
| Боевое гражданское движение                             | исп. Movimiento Cívico Militantes, MCM                                      | 21 012     | 0,62  | 0     | Первый раз |
| «Мы — люди»                                             | исп. MIGENTE                                                                | 20 482     | 0,60  | 2     | Первый раз |
| «Радикальное дело»                                      | исп. La Causa Radical, LCR                                                  | 18 960     | 0,56  | 0     | ▼3         |
| Республиканское движение                                | исп. Movimiento Republicano, MR                                             | 18 601     | 0,55  | 0     | ▬          |
| Союз за права человека                                  | исп. Union por Derechos Humanos, UDH                                        | 18 208     | 0,54  | 0     | Первый раз |
| «Единый народ»                                          | исп. Un Solo Pueblo, USP                                                    | 15 981     | 0,47  | 0     | Первый раз |
| «За справедливость»                                     | исп. Primero Justicia, PJ                                                   | 15 939     | 0,47  | 0     | ▼5         |
| Движение национального чувства                          | исп. Movimiento Sentir Nacional, MSN                                        | 14 139     | 0,47  | 0     | Первый раз |
| «Новые люди»                                            | исп. Gente Emergente, GE                                                    | 12 924     | 0,38  | 0     | ▬          |
| Социалистическая лига                                   | исп. Liga Socialista, LS                                                    | 11 930     | 0,35  | 0     | ▬          |
| Партия истинной свободы                                 | исп. Partido Verdad Libre, PVL                                              | 11 342     | 0,33  | 0     | Первый раз |
| ASIS                                                    | исп. ASIS                                                                   | 10 515     | 0,31  | 0     | Первый раз |
| Объединённое движение коренных народов                  | исп. Movimiento Unido de Pueblos Indígenas, MUPI                            | 10 493     | 0,31  | 1     | ▲1         |
| Патриотическое единство                                 | исп. Unidad Patriótica, UP                                                  | 10 515     | 0,31  | 0     | Первый раз |
| Движение к социализму                                   | исп. Movimiento al Socialismo, MAS                                          | 9 118      | 0,27  | 0     | ▼6         |
| Независимый организованной фронт Португесы              | исп. Frente Independiente Organizado por Portuguesa, FIOP                   | 9 042      | 0,27  | 1     | ▲1         |
| Сила труда                                              | исп. Poder Laboral, PL                                                      | 8 272      | 0,24  | 0     | Первый раз |
| Демократическое действие                                | исп. Acción Democrática, AD                                                 | 8 000      | 0,24  | 0     | ▼33        |
| Националистическая организация активной демократии      | исп. Organización Nacional Democrática Activa, ONDA                         | 7 868      | 0,23  | 0     | Первый раз |
| Аграрное и рыболовное действие                          | исп. Acción Agropesquera, AA                                                | 7 843      | 0,23  | 0     | ▬          |
| Народная сила                                           | исп. Fuerza Popular, FP                                                     | 6 885      | 0,20  | 0     | Первый раз |
| Социал-христианская партия КОПЕЙ                        | исп. COPEI                                                                  | 6 730      | 0,20  | 0     | ▼6         |
| Независимое движение Маракайбо                          | исп. Movimiento Independiente por Maracaibo, MIPM                           | 6 213      | 0,18  | 0     | Первый раз |
| Независимое движение Сулии                              | исп. Movimiento Independiente por El Zulia, MIPZ                            | 6 058      | 0,18  | 0     | Первый раз |
| Движение независимая революционная альтернатива Гуарико | исп. Movimiento Independiente Revolucionario Alternativo del Guarico, MIRAG | 5 808      | 0,17  | 0     | Первый раз |
| «Проект Венесуэла»                                      | исп. Proyecto Venezuela, PV                                                 | 5 645      | 0,17  | 0     | ▼6         |
| RZ-2021                                                 | исп. RZ-2021                                                                | 5 158      | 0,15  | 0     | Первый раз |
| Патриотический союз Карабобо                            | исп. Unidad Patriótica de Carabobo, UPC                                     | 4 899      | 0,14  | 0     | Первый раз |
| «Прорыв»                                                | исп. Abre Brecha                                                            | 4 599      | 0,14  | 1     | Первый раз |
| Недействительные/пустые бюллетени                       | Недействительные/пустые бюллетени                                           | 206 174    |       |       |            |
| Всего                                                   | Всего                                                                       | 3 398 567  | 100   | 165   |            |
| Зарегистрировано избирателей/Явка                       | Зарегистрировано избирателей/Явка                                           | 14 272 964 | 25,26 |       |            |
| Источник: Consejo Nacional Electoral                    |                                                                             |            |       |       |            |

| Народное голосование (%) | Народное голосование (%) | Народное голосование (%) | Народное голосование (%) | Народное голосование (%) |
| ------------------------ | ------------------------ | ------------------------ | ------------------------ | ------------------------ |
| MVR                      |                          |                          | 60.06 %                  |                          |
| PoDemoS                  |                          |                          | 8.17 %                   |                          |
| PPT                      |                          |                          | 5.81 %                   |                          |
| PCV                      |                          |                          | 3.78 %                   |                          |
| LAGO                     |                          |                          | 1.82 %                   |                          |
| UPV                      |                          |                          | 2.98 %                   |                          |
| MRT                      |                          |                          | 1.26 %                   |                          |
| MEP                      |                          |                          | 1.14 %                   |                          |
| Другие                   |                          |                          | 14.98 %                  |                          |

| Распределение мест (%) | Распределение мест (%) | Распределение мест (%) | Распределение мест (%) | Распределение мест (%) |
| ---------------------- | ---------------------- | ---------------------- | ---------------------- | ---------------------- |
| MVR                    |                        |                        | 69.46 %                |                        |
| PoDemoS                |                        |                        | 10.78 %                |                        |
| PPT                    |                        |                        | 5.99 %                 |                        |
| PCV                    |                        |                        | 4.19 %                 |                        |
| Другие                 |                        |                        | 9.58 %                 |                        |

## Значение
Некоторые полагают, что результаты выборов оказались очень важны для властей Венесуэлы, так как большинство в две трети в парламенте давало возможность Движению за Пятую Республику изменить конституцию без поддержки других политических партий.
Оппозиция и некоторые международные наблюдатели высказали мнение, что неучастие в выборах почти трёх четвертей избирателей демонстрирует глубокое недоверие к избирательному процессу и правительству Чавеса. В свою очередь, правительство и некоторые эксперты объявили, что доля не участвовавших в выборах лишь чуть выше исторического среднего для данного типа выборов. После выборов часть оппозиционеров высказали сожаления об участии их партий в бойкоте выборов, в частности, активисты партии «За справедливость» пожалели о потерянной возможности стать основной партией оппозиции после снятия Демократического действия и КОПЕЙ.